# Josh Boone
Oscar Joshua "Josh" Boone (Mount Airy, Maryland, 21 de noviembre de 1984) es un exjugador de baloncesto estadounidense que disputó, entre otras, cuatro temporadas en la NBA. Con 2,08 metros de altura, jugaba en la posición de ala-pívot.

## Carrera

### Instituto
Boone asistió al South Carroll High School en Sykesville, Maryland, donde promedió unos sorprendentes 20 puntos, 14 rebotes y 7 tapones por partido, liderando a South Carroll a un récord de 20-6 y alcanzando las semifinales estatales. Antes de saltar a la universidad pasó también por West Nottingham Academy en Colora, Maryland, promediando 28 puntos, 16 rebotes y 9,7 tapones.

### Universidad
Pasó 3 años en la Universidad de Connecticut donde promedió 9,3 puntos y 7,1 rebotes con los Huskies.
En su primer año, fue galardonado con un hueco en el mejor quinteto de rookies de la Big East Conference. Empezó de titular 37 de 38 partidos como ala-pívot. Promedió 5,9 puntos (con 55,4% de acierto en tiros), 5.8 rebotes y 1.7 tapones, para lograr con los Huskies el título de campeón NCAA. Anotó 9 puntos en ambos encuentros de la Final Four y aportó 14 rebotes en la Semifinal Nacional frente a Duke. Estableció un récord en la Big East, nunca antes un freshman había conseguido 16 rebotes. Lo logró en 1/4 de final frente a Notre Dame.
En su segunda temporada en los Huskies, se alzó con diversos premios: Jugador defensivo del año en la Big East y un lugar en el 2.º mejor quinteto de la Big East. Nombrado también en el primer quinteto de NABC y USBWA All-District. Jugó 31 partidos y promedió 12,4 puntos, 8,4 rebotes y 2,9 tapones. Firmó dobles figuras en 11 encuentros. Frente a St. John's estableció un récord personal, 9 tapones, a los que añadió 9 puntos y 8 rebotes. Frente a Quinnipiac logró su máximo en anotación, 22 puntos.
En su temporada júnior también obtuvo varios premios como la Honorable Mención en la Big East y segundo quinteto en la NABC All-District. Disputó 34 partidos promediando 10.3 puntos, 7 rebotes y 2 tapones, con 8 dobles figuras en la temporada. Sus partidos más reseñables fueron los siguientes: 13 puntos y 11 rebotes en 41 minutos (el máximo en su carrera) en el triunfo frente a Washington. 17 puntos y 15 rebotes en otra victoria ante Florida del Sur, y por último, 12 puntos, 14 rebotes y 4 tapones en la victoria frente a Notre Dame.

### Profesional

#### NBA
Fue elegido en el puesto 23 del draft de 2006 por New Jersey Nets. Un puesto después de su compañero de equipo Marcus Williams, también elegido por los Nets. Durante la liga de verano Pepsi Pro en Orlando lideró la clasificación de rebotes (9 por partido) y fue el 2.º en la de taponadores (1,67 por partido). Después de la liga de verano, se lesionó el hombro, y se especuló con que serían de 4 a 6 los meses de baja, pero pudo regresar a las canchas mucho antes de lo previsto. Hizo su debut en la NBA el 2 de diciembre de 2006 frente a Philadelphia 76ers, jugando sólo 2 minutos. Poco a poco fue ganando en confianza tras la lesión, y la baja de Nenad Krstić le proporcionó más minutos y protagonismo. Acabó su primera temporada en la liga con 4,2 puntos y 2,9 rebotes de media. El 26 de diciembre consiguió 12 rebotes frente a Detroit Pistons, su mejor marca esta temporada. El 24 de marzo de 2007 firmó 21 puntos, con 10 de 10 en tiros, y 6 rebotes frente a Charlotte Bobcats en Charlotte. Cuatro días después frente a Indiana Pacers logró su máxima anotación desde que aterrizase a la liga, 22 puntos (con 11 de 13 en tiros) y 10 rebotes, primer doble-doble de la temporada. Ese año disputó 61 encuentros.
En su segunda temporada con los Nets, disputó 70 encuentros, 53 de ellos como titular. Con más minutos aumentaron sus estadísticas, como los 17 rebotes conseguidos ante los Warriors el 24 de enero de 2008 o los 26 puntos, su récord en la NBA, ante los Pacers del 26 de marzo.
En su tercera campaña en New Jersey perdió la titularidad, disputando 62 encuentros, pero solo 7 de ellos como titular. Su máximos de temporada fueron los 18 puntos del 1 de noviembre de 2008 ante Detroit Pistons y un par de encuentros con 14 rebotes.
En su cuarto año con los Nets disputó 63 encuentros, 28 de ellos como titular, y alcanzó su récord personal reboteador con 20 rebotes ante Atlanta Hawks, el 16 de marzo de 2010, partido en el que consiguió también su mejor anotación de la temporada con 13 puntos.

#### PostNBA
Tras no renovar con los Nets, en julio de 2011, se une a los Zhejiang Golden Bulls de la CBA China, donde permanecería tres temporadas.
En enero de 2013 es adquirido por los Iowa Energy de la NBA D-League. El 26 de enero, tras dos encuentros, sufre una lesión en la rodilla que lo apartaría de las pistas hasta final de temporada.
En febrero de 2014 firmaría por el San Miguel Beermen para disputar la PBA Commissioner's Cup filipina, pero dejó el equipo tras dos encuentros.
El 22 de marzo de 2014, regresa a los Iowa Energy.
En septiembre de 2014, firma por el Manama de la Bahraini Premier League. Equipo con el que consiguió el campeonato en mayo de 2015.
El 9 de septiembre de 2015, firma por el BC Kalev/Cramo de Estonia.
El 13 de enero de 2016, firma por el BC Khimki ruso.
El 2 de agosto de 2016, se marcha a Turquía a firmar por el Pınar Karşıyaka. Pero el 24 de octubre, abandona el club tras únicamente un partido disputado.
El 24 de diciembre de 2016, firma por el Melbourne United de la NBL australiana.
El 21 de febrero de 2017, firma por el Hong Kong Eastern Long Lions para disputar la ASEAN Basketball League. Título que consiguieron al derrotar a los Singapore Slingers en las Finales de la ABL.
El 28 de abril de 2017, regresa al Melbourne United. Esa temporada fue el máximo reboteador del campeonato, y obtuvieron el título de liga. El 14 de agosto de 2018, renueva por otra temporada.
El 21 de mayo de 2019, firma por los Illawarra Hawks también de la NBL australiana.
El 4 de marzo de 2020, firma por el Al Nasr de la UAE National Basketball League.
En agosto de 2020 firma por el Al Riffa de la Bahraini Premier League.
En febrero de 2021 se unió al Defensor Sporting Club de la Liga Uruguaya de Básquetbol.
En noviembre de 2021, se anunció su incorporación a la plantilla de los Edmonton Stingers de Canadá para disputar la BCL Americas.
[actualizar]

### Selección nacional
Jugó un partido con la selección de baloncesto de Estados Unidos: fue ante Bahamas el 19 de febrero de 2021, en el marco del clasificatorio a la FIBA AmeriCup de 2022.

## Estadísticas de su carrera en la NBA

### Temporada regular
| Año     | Equipo     | PJ  | PT | MPP  | %TC  | %3P  | %TL  | RPP | APP | ROB | TPP | PPP |
| ------- | ---------- | --- | -- | ---- | ---- | ---- | ---- | --- | --- | --- | --- | --- |
| 2006–07 | New Jersey | 61  | 0  | 11.0 | .579 | .000 | .544 | 2.9 | .2  | .2  | .3  | 4.2 |
| 2007–08 | New Jersey | 70  | 53 | 25.3 | .548 | .000 | .456 | 7.3 | .8  | .5  | .9  | 8.2 |
| 2008–09 | New Jersey | 62  | 7  | 16.0 | .528 | .000 | .376 | 4.2 | .5  | .3  | .8  | 4.2 |
| 2009-10 | New Jersey | 63  | 28 | 16.6 | .525 | .000 | .328 | 5.0 | .5  | .5  | .8  | 4.0 |
| Total   | Total      | 256 | 88 | 17.5 | .544 | .000 | .445 | 4.9 | .5  | .4  | .7  | 5.2 |

### Playoffs
| Año   | Equipo     | PJ | PT | MPP | %TC  | %3P  | %TL  | RPP | APP | ROB | TPP | PPP |
| ----- | ---------- | -- | -- | --- | ---- | ---- | ---- | --- | --- | --- | --- | --- |
| 2007  | New Jersey | 12 | 0  | 9.8 | .500 | .000 | .500 | 1.6 | .3  | .1  | .2  | 3.0 |
| Total | Total      | 12 | 0  | 9.8 | .500 | .000 | .500 | 1.6 | .3  | .1  | .2  | 3.0 |